# Volkan Demirel
Volkan Demirel (Istanboel, 27 oktober 1981) is een Turks voormalig voetballer en huidig voetbaltrainer. Demirel speelde tussen 2004 en 2014 in het Turks voetbalelftal.

## Clubcarrière
In de seizoenen 2000/01 en 2001/02 speelde Demirel ruim vijftig competitiewedstrijden bij Kartalspor in de TFF 1. Lig, de op een na hoogste competitiedivisie in Turkije. In 2002 maakte hij de overstap naar Fenerbahçe SK, waar hij in zijn eerste seizoenen reservedoelman was. Eerste keuze Rüştü Reçber vertrok in 2003 naar FC Barcelona, waardoor de twee reservedoelmannen – naast Demirel ook Recep Biler – samen in de competitie de rol van eerste doelman. In de jaargangen 2007/08, 2008/09 en 2009/10 speelde Demirel vrijwel alle wedstrijden van Fenerbahçe in het Europese clubvoetbal. Het seizoen seizoen 2011/12 was het eerste seizoen in het betaald voetbal voor Demirel waarin hij in alle competitieduels in actie kwam. In mei 2013 bereikte hij met Fenerbahçe in de UEFA Europa League 2012/13 de halve finale; SL Benfica won over twee wedstrijden met 2–3. Demirel speelde op 14 augustus 2015, de eerste speeldag van het seizoen 2015/16, tegen Eskisehirspor zijn driehonderdste duel in de Turkse competitie in dienst van de club Istanboel.

## Clubstatistieken
| Seizoen | Club       | Competitie | Duels | Goals |
| ------- | ---------- | ---------- | ----- | ----- |
| 2000/01 | Kartalspor | TFF 1. Lig | 22    | 0     |
| 2001/02 | Kartalspor | TFF 1. Lig | 29    | 0     |
| 2002/03 | Fenerbahçe | Süper Lig  | 1     | 0     |
| 2003/04 | Fenerbahçe | Süper Lig  | 19    | 0     |
| 2004/05 | Fenerbahçe | Süper Lig  | 6     | 0     |
| 2005/06 | Fenerbahçe | Süper Lig  | 18    | 0     |
| 2006/07 | Fenerbahçe | Süper Lig  | 16    | 0     |
| 2007/08 | Fenerbahçe | Süper Lig  | 25    | 0     |
| 2008/09 | Fenerbahçe | Süper Lig  | 29    | 0     |
| 2009/10 | Fenerbahçe | Süper Lig  | 32    | 0     |
| 2010/11 | Fenerbahçe | Süper Lig  | 32    | 0     |
| 2011/12 | Fenerbahçe | Süper Lig  | 38    | 0     |
| 2012/13 | Fenerbahçe | Süper Lig  | 28    | 0     |
| 2013/14 | Fenerbahçe | Süper Lig  | 29    | 0     |
| 2014/15 | Fenerbahçe | Süper Lig  | 26    | 0     |
| 2015/16 | Fenerbahçe | Süper Lig  | 32    | 0     |
| 2016/17 | Fenerbahçe | Süper Lig  | 28    | 0     |
| 2017/18 | Fenerbahçe | Süper Lig  | 25    | 0     |
| 2018/19 | Fenerbahçe | Süper Lig  | 12    | 0     |
| Totaal  | Totaal     | Totaal     | 396   | 0     |

## Interlandcarrière
Demirel debuteerde in 2004 in het Turks voetbalelftal. Hij volgde Rüstu Reçber op als eerste doelman. Op het Europees kampioenschap voetbal 2008 in Zwitserland en Oostenrijk speelde hij alle groepswedstrijden, maar ontving in de derde groepswedstrijd tegen Tsjechië in blessuretijd een rode kaart. Daardoor miste hij de kwartfinale tegen Kroatië en de verloren halve finale tegen Duitsland.
Demirel had op zondag 16 november 2014 eigenlijk een basisplaats in het Turkse elftal, dat het die dag in eigen huis opnam tegen Kazachstan in het kwalificatietoernooi voor het EK 2016. De wedstrijd werd gespeeld in het stadion van Galatasaray, de rivaal van Demirels club Fenerbahçe. Het publiek bejegende hem tijdens zijn warming up dusdanig vijandelijk, dat hij weigerde te spelen, waardoor hij moest vervangen worden door reservedoelman Volkan Babacan. Daar waar Demirel jarenlang de eerste doelman was in het nationaal elftal, kreeg Babacan vanaf eind 2014 de voorkeur van Fatih Terim.

## Trainerscarrière

### Fenerbahçe
Na zijn aankondiging om te stoppen als voetballer, ging hij direct aan de slag bij Fenerbahçe als assistent-trainer van respectievelijk Ersun Yanal, Tahir Karapınar, Erol Bulut en Emre Belözoğlu.

### Fatih Karagümrük
Zijn eerste contract als trainer sloot hij af met Fatih Karagümrük, waar hij in december 2021 tekende voor 2,5 jaar. Aan het einde van het seizoen gingen de club en Demirel echter uitelkaar.

### Hatayspor
In september 2022 tekende hij een 1+1 contract bij Hatayspor.